# Chibchacris bordoni
Chibchacris bordoni är en insektsart som beskrevs av Ronderos 1979. Chibchacris bordoni ingår i släktet Chibchacris och familjen gräshoppor. Inga underarter finns listade i Catalogue of Life.